# Canoa maratona ai Giochi mondiali 2022
Le competizioni di canoa maratona ai Giochi mondiali 2022 si sono svolte dall'11 al 12 luglio 2022 al Oak Mountain State Park di Birmingham in Alabama, negli Stati Uniti d'America. L'evento era originariamente stato calendarizzato nel luglio 2021, ma i Giochi mondiali sono stati riprogrammati per l'anno successivo a seguito del rinvio dei Giochi olimpici estivi di Tokyo 2020, dovuto all'insorgere dell'emergenza sanitaria causata dalla pandemia di COVID-19.

## Podi

### Uomini
| Specialità                   | Oro           | Argento       | Bronzo       |
| Distanza corta (dettagli)    | Mads Pedersen | Nico Paufler  | José Ramalho |
| Distanza standard (dettagli) | Andy Birkett  | Mads Pedersen | Iván Alonso  |

### Donne
| Specialità                   | Oro          | Argento       | Bronzo       |
| Distanza corta (dettagli)    | Vanda Kiszli | Eva Barrios   | Zsóka Csikós |
| Distanza standard (dettagli) | Vanda Kiszli | Cathrine Rask | Eva Barrios  |

## Medagliere
| Posiz. | Nazione    | Oro | Argento | Bronzo | Totale |
| ------ | ---------- | --- | ------- | ------ | ------ |
| 1      | Ungheria   | 2   | 0       | 1      | 3      |
| 2      | Danimarca  | 1   | 2       | 0      | 3      |
| 3      | Sudafrica  | 1   | 0       | 0      | 1      |
| 4      | Spagna     | 0   | 1       | 2      | 3      |
| 5      | Germania   | 0   | 1       | 0      | 1      |
| 6      | Portogallo | 0   | 0       | 1      | 1      |
| Totale | Totale     | 4   | 4       | 4      | 12     |